# Ратлеџ (Пенсилванија)
Ратлеџ (енгл. Rutledge) град је у америчкој савезној држави Пенсилванија.

## Демографија
По попису из 2010. године број становника је 784, што је 76 (-8,8%) становника мање него 2000. године.
| Група             | 2000.       | 2010.       |
| Белци             | 824 (95,8%) | 712 (90,8%) |
| Афроамериканци    | 14 (1,6%)   | 23 (2,9%)   |
| Азијати           | 8 (0,9%)    | 24 (3,1%)   |
| Хиспаноамериканци | 9 (1,0%)    | 14 (1,8%)   |
| Укупно            | 860         | 784         |